# Alexander Killar
Alexander Helmut Egon Emmerich Killar (* 26. April 2002) ist ein österreichischer Fußballspieler.

## Karriere
Killar begann seine Karriere beim SV Tainach. Im April 2009 wechselte er zum FC Poggersdorf. Im September 2009 kam er in die Jugend des SK Austria Kärnten. Nach der Auflösung von Austria Kärnten spielte er ab der Saison 2010/11 in der Jugend des SK Austria Klagenfurt.
Im Mai 2017 spielte er erstmals für die zweite Mannschaft von Austria Klagenfurt. Zur Saison 2018/19 rückte er in den Profikader der Klagenfurter. In seiner ersten Saison bei den Profis stand er zwei Mal einsatzlos im Spieltagskader. Sein Debüt in der 2. Liga gab er schließlich im August 2019, als er am zweiten Spieltag der Saison 2019/20 gegen den FC Liefering in der Startelf stand und in der Halbzeitpause durch Florian Freissegger ersetzt wurde. Dies blieb sein einziger Saisoneinsatz.
Nachdem er in der Hinrunde der Saison 2020/21 nicht zum Einsatz gekommen war, wurde er im Jänner 2021 an den Regionalligisten SV Spittal/Drau verliehen. In einem Jahr in Spittal kam er zu 13 Einsätzen in der Regionalliga. Im Jänner 2022 wurde er an den fünftklassigen Annabichler SV weiterverliehen.